# カザフスタン宇宙局
カザフスタン宇宙局（カザフスタンうちゅうきょく、カザフ語: Қазақстан Республикасы Ұлттық ғарыш агенттiгiнiң、通称Kazcosmos）は、カザフスタン共和国の宇宙機関。2007年3月27日に設立した。現在の局長は元宇宙飛行士のタルガット・ムサバイエフ。

## 計画
カザフスタンでは衛星通信分野の発展に主眼がおかれている。2004年にはカザフスタン共和国宇宙通信センターがアッコル市に開設され、2006年6月にカザフスタン初の衛星である通信衛星KazSat-1がバイコヌール宇宙基地により打ち上げられた。KazSat-1の設計寿命は10年の予定だったが、2008年6月に通信が途絶した。次の衛星であるKazSat-2は延期が相次ぎ、打ち上げは2010年12月時点で2011年3月に予定されていたが、2011年6月16日にプロトンロケットにより打ち上げられた。
韓国の李素妍のように、自国の宇宙飛行士を宇宙飛行関係者として2009年9月に国際宇宙ステーションへ派遣する計画が存在したが、世界金融危機による予算削減のため2009年4月に計画中止が発表された。

## 射場
旧ソ連の遺産であるバイコヌール宇宙基地がカザフスタン領土内に存在するが、バイコヌール宇宙基地を年間使用料 11,500万ドルで2050年までリースする協定をロシアと結んでおり、基地内の司法権と統括権もロシア側に存在する。
ロシア/カザフスタン製新型ロケットのためバイコヌール宇宙基地に「バイテレク」新射場を2012年までにロシアと共同で建設し、2013年に初の打ち上げを行うとしているが、こちらも金融危機により計画の遅延が予想される。

## 協力協定
2009年5月にカザフスタンとEADS アストリアム社が協力協定を締結し、アストリウム社が100名以上のカザフスタン技術者の教育訓練を行い、共同衛星インテグレーションセンターをカザフスタン国内に設け、光学観測衛星2基を製作、フランスのSPOT衛星画像およびドイツのTerraSAR-X衛星画像の地上受信局を建設する予定。
2009年1月26日から28日までバンコクで開催された第16回アジア太平洋地域宇宙機関会議（APRSAF-16）においては日本のJAXAと協力協定を結んでいる。